# 碧堤半島
碧堤半島（英語：Bellagio）是香港新界荃灣區的一個高尚私人住宅屋苑，位於深井。原址為香港生力啤酒廠首代廠房，由會德豐地產及九龍倉集團發展，屋苑管理由發展商旗下的夏利文物業管理負責。第一期由熊谷組興建，第二期的總承建商為金門建築。
屋苑於2003年至2006年建築完成及入伙，共有8座住宅樓宇，提供3,345個住宅單位，而本住宅之特點是鄰近屯門公路和汀九橋，只須20分鐘便可直達香港國際機場、中區及上環。

## 屋苑資料
- 住宅座數：8座

| 樓宇名稱 | 期數 | 落成年份 | 層樓 |
| -------- | ---- | -------- | ---- |
| 第1座    | 3期  | 2006     | 71   |
| 第3座    | 3期  | 2006     | 70   |
| 第2座    | 2期  | 2006     | 71   |
| 第5座    | 2期  | 2006     | 69   |
| 第6座    | 1期  | 2003     | 69   |
| 第7座    | 1期  | 2003     | 70   |
| 第8座    | 1期  | 2003     | 71   |
| 第9座    | 1期  | 2003     | 71   |

- 單位總數：3,345個
- 屋苑已實施建築物水安全計劃並獲水務署頒發「大廈優質供水認可計劃－食水（管理系統）」金證書[5]。

## 景觀
屋苑南望青馬大橋海景及遠眺中上環海景，東邊是汀九橋海景及嘉頓麵包廠，西面是深井麗都花園，北面是屯門公路及海韻花園。

## 商場
設有面積達30,000平方呎的商場──碧堤坊。
土地註冊處資料顯示，會德豐於2012年6月初以2.8億元沽出深井碧堤半島商場碧堤坊連155個車位，商場面積約3.8萬方呎，呎價約7368元。
由Asia Wealth Development Limited購入

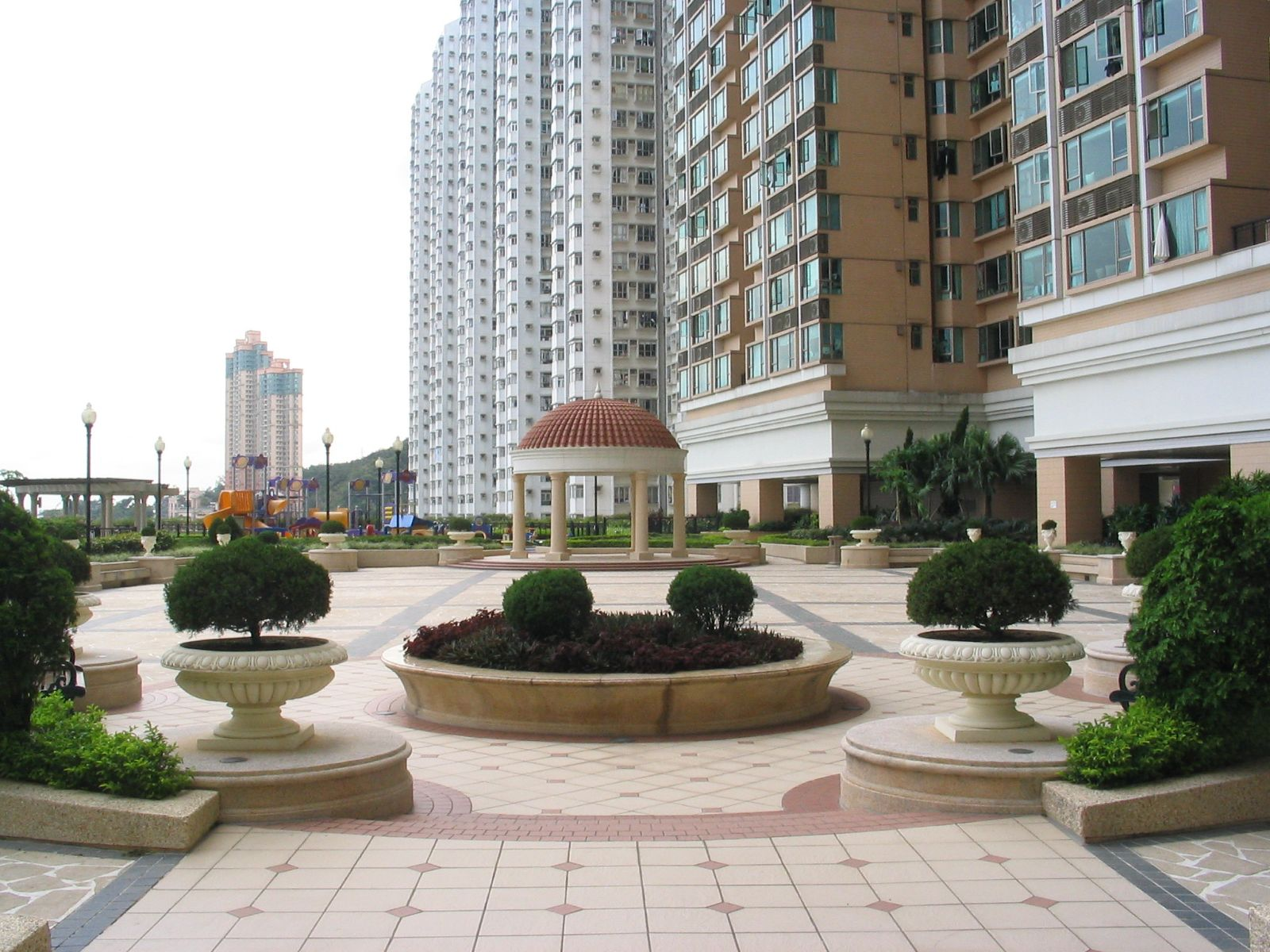
一期平台花園
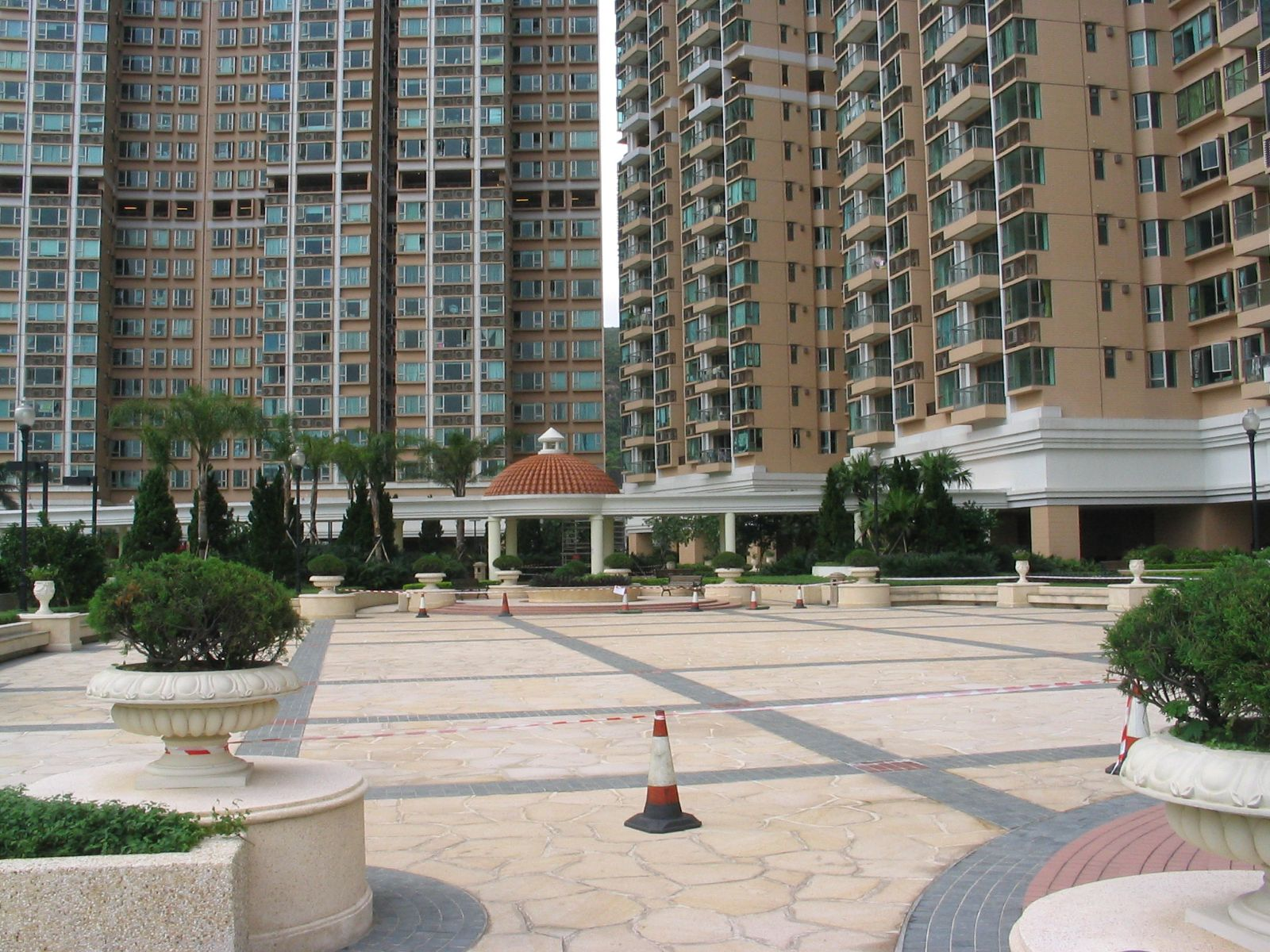
二期平台花園
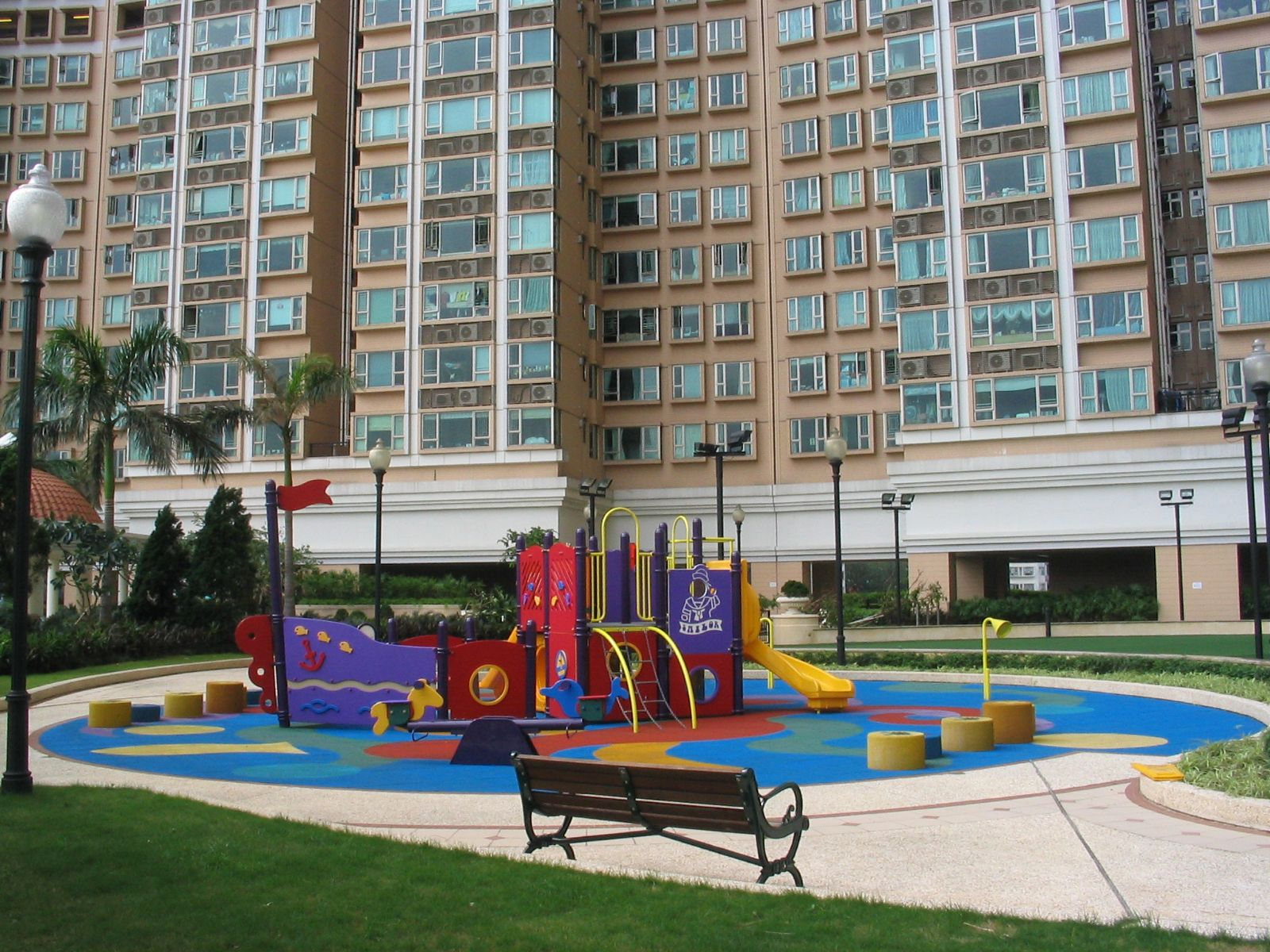
兒童遊樂場
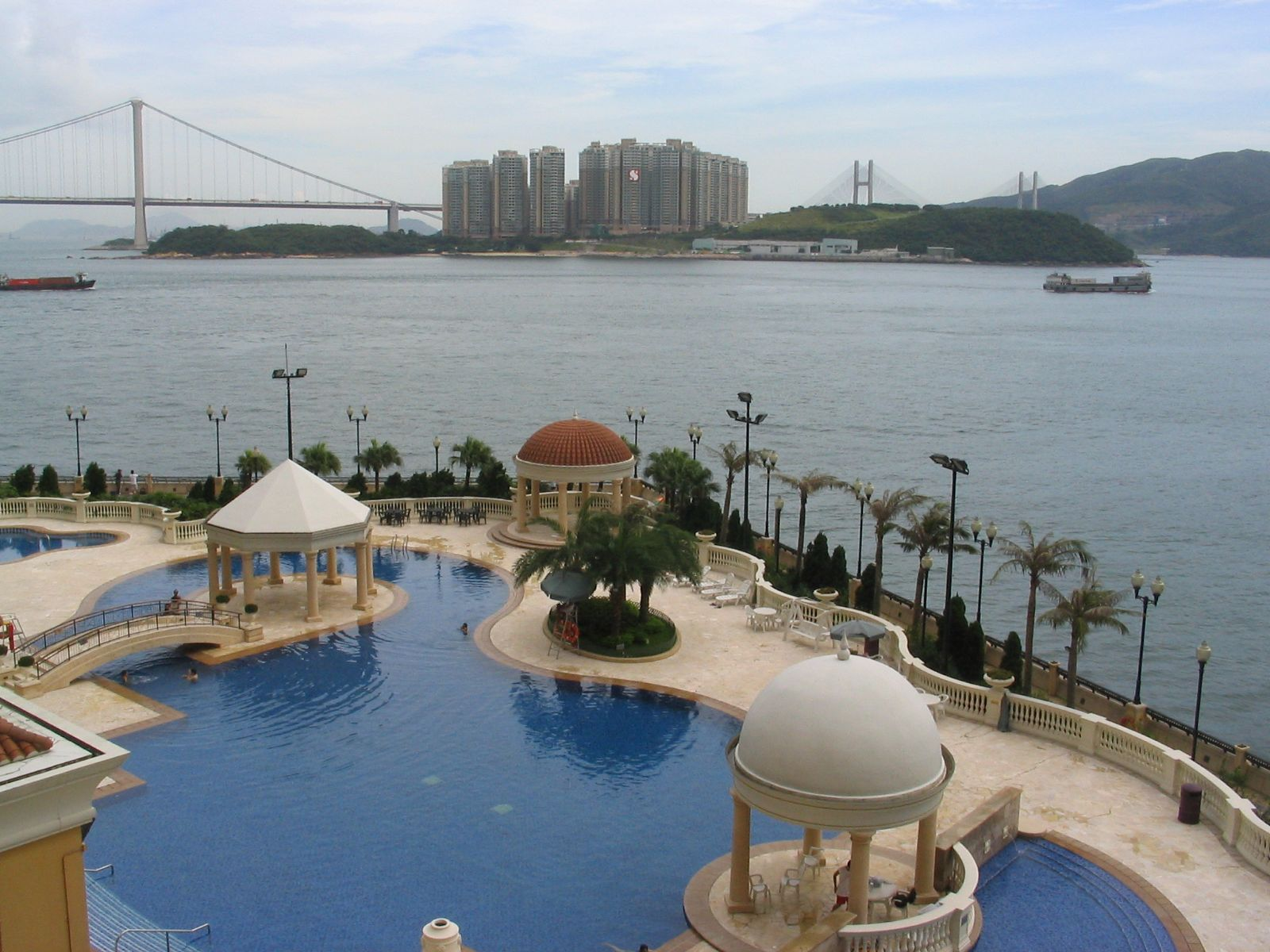
平台游泳池

## 教育及福利設施

### 幼稚園
- 香港保護兒童會深井幼兒學校 （页面存档备份，存于）

### 小學
- 深井天主教小學

### 綜合青少年服務中心
- 香港小童群益會深井青少年綜合服務中心

## 知名住客
- 麥家琪
- 梁燕城
- 梁榮忠
- 麥長青
- 祝文君（已故）
- 吳卓羲
- 陳豪（已搬遷）
- 陳茵媺（已搬遷）
- 黎耀祥（已搬遷）
- 張振朗
- 朱浩琳
- 盧巧音

## 外部參考
- 碧堤半島官方網頁 （页面存档备份，存于）
- 碧堤半島物業資料
- 碧堤半島業主討論區
- 碧堤半島近景地圖 （页面存档备份，存于）
- 碧堤半島遠景地圖 （页面存档备份，存于）
- 雅虎網:ClubBellagio 碧堤半島業主會 （页面存档备份，存于）

22°22′01″N 114°03′42″E / 22.3669°N 114.0617°E